# 大矢知地区
大矢知地区（おおやちちく）は、三重県四日市市の地区の一つ。1954年に四日市市に編入された三重郡大矢知村の村域にあたり、四日市市役所大矢知地区市民センターの管轄区域である。

## 概要
- 旧東海道と八風街道が交わる位置にあり、久留倍官衙遺跡をはじめとして古くからの遺跡も存在している。
- 朝明川の伏流水を利用した、そうめん作りが盛んで「大矢知素麺」として販売されている。[注釈 1]

## 地理

### 面積
面積は6.89 km2。

### 地形

#### 河川
主な川
- 朝明川

## 歴史

### 沿革
- 久留倍官衙遺跡の古代国家の都市地域であった。
- 伊勢平氏の平家資（富田進士三郎家資）が蒔田館築城。三日平氏の乱の古戦場になる。後白河法皇領地の蒔田の支配大名は蒔田氏であった。蒔田城主は守護代の蒔田宗勝が蒔田城主になる。戦国時代に北勢四十八家の1つの大矢知氏が大矢知城主であった。蒔田城主は春日部一族郎党の弟の春日部家春であった。
- 江戸時代に西富田村は桑名藩領富田六郷の一部であり、大矢知村・下之宮村・川北村・垂坂村は忍藩領であり、忍藩の飛び地支配の「大矢知陣屋」が設置されていた。大矢知陣屋の跡地に 1874年（明治7年）に興譲学校（現在の四日市市立大矢知興譲小学校）が創立された。
- 朝明郡大矢知村が1889年（明治22年）に成立する。
- 三重郡大矢知村が1896年（明治29年）に成立する。
- 1954年（昭和29年）の昭和の大合併で四日市市に編入された。

#### 平成期の大矢知地区の地域問題
- 1989年（平成元年）まで西富田町に三幸毛糸紡績富田工場と三幸毛糸紡績社宅跡地に建設された商業施設のフレスポ四日市富田がある。蒔田城主の守護代により建立された西富田三光寺と近代の田村家僧侶建立の田村寺の真言宗の2つの寺院があり、付近には三岐朝明駅があったが、1989年に信号所に格下げとなり、駅としては廃止となった。
- 平成時代（田中俊行市長と森智広市長時代）に大矢知中学校建設計画裁判があった。

#### 田村寺の靖国寺院信仰
- 田村寺（たむらじ）は大矢知地区民が信仰する三重県四日市市西富田にある真言宗の仏教寺院である。大矢知地区富洲原地域にある近代仏教寺院が田村寺である。大日本帝国時代に靖国軍国寺院信仰で田村寺が昭和20年まで大日本帝国軍人から信仰されていた。南無宝地蔵菩薩を信仰する嘉永3年（1850年）設立の寺院が前身仏教組織である。僧侶田村家が管理する真言宗醍醐派の仏教寺院である。山号は弘法山（こうぼうさん）。本尊は弘法大師。昭和初期に皇道仏教(天皇を釈迦の上の位置仏教の宗教機関とする軍国寺院の仏教）を信じていた大日本帝国軍人の信仰心があった寺院。南無宝地蔵菩薩を信仰する富洲原地域の護国寺院である。昭和20年の大日本帝国軍人の高野山海軍航空隊の戦勝祈願品が保存されている。

## 施設
- 久留倍官衙遺跡
- 田村寺
- 長倉神社
- 照恩寺
- 眞西寺

## ギャラリー

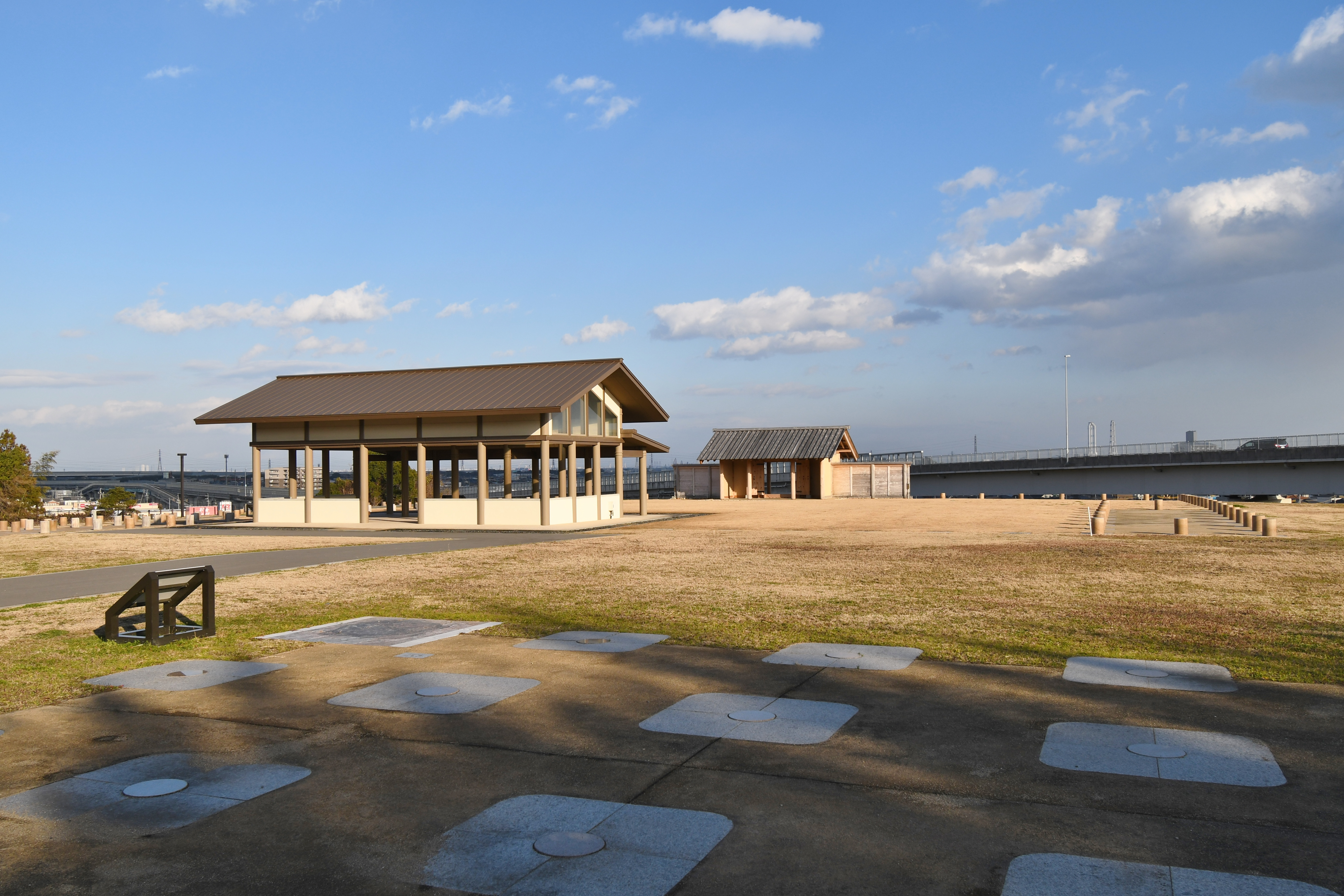
久留倍官衙遺跡
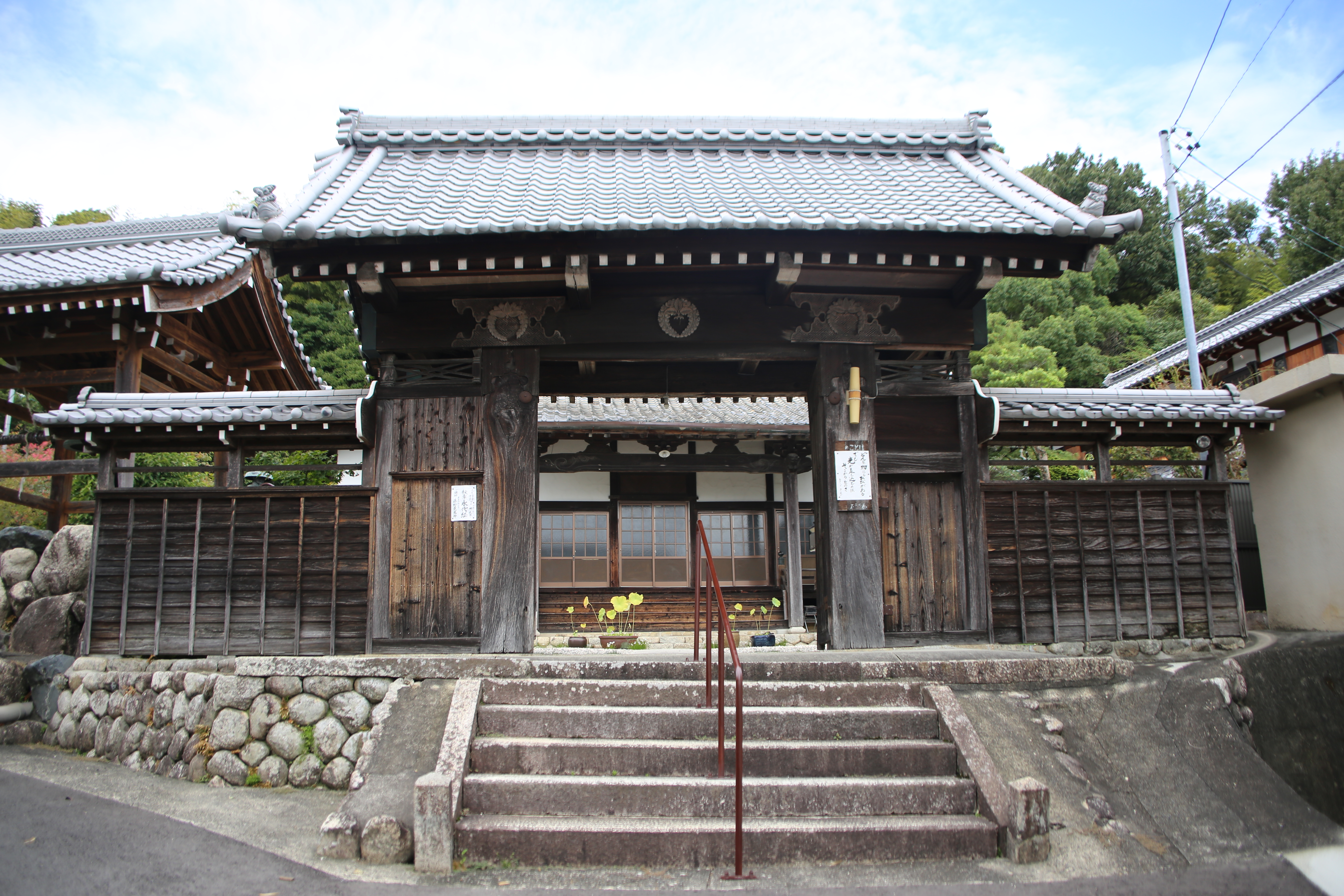
浄恩寺